# Новосотницкий
Новосотницкий — посёлок в Большесолдатском районе Курской области. Входит в Большесолдатский сельсовет.

## География
Посёлок находится недалеко от границы между Большесолдатским и Суджанским районами в бассейне реки Суджа, в 70 километрах к юго-западу от Курска, в 6 км к западу от районного центра и центра сельсовета — села Большое Солдатское.
Улицы
В посёлке есть улица Центральная (99 дома).
Климат
Посёлок, как и весь район, расположена в поясе умеренно континентального климата с тёплым летом и относительно тёплой зимой.

## Население
| 2002 | 2010 |
| ---- | ---- |
| 259  | ↘254 |

## Транспорт
Новосотницкий находится на автодороге регионального значения 38К-004 (Дьяконово — Суджа — граница с Украиной), в 2,5 км от автодороги межмуниципального значения 38Н-028 (Ямская Степь — Розгребли — 38К-004), в 15 км от ближайшего ж/д остановочного пункта 54 км (линия Льгов I — Подкосылев).